# ローカルフードサイクリング
ローカルフードサイクリング株式会社（英語：Local Food Cycling Corporation）は、福岡県福岡市東区に本社を置く、バッグ型の生ごみコンポストの製造・販売・普及を手がける企業。

## 概要
- 「半径2km圏での持続可能な栄養循環をつくる」をコンセプトに、循環型社会を実現するためのコンポストの開発・販売、循環のシステム作りを行う。都市部でのモデル構築による多地域展開を目指している[2]。
- 「LFCコンポスト」は、国内のペットボトルの再生生地で出来たバッグ型コンポストで、バッグの中に専用の基材と生ごみをいれ、堆肥化し、家庭菜園などに利用することができる。LFCコンポストの利用を通じて食品ロスの削減や環境負荷の軽減につなげることができる[3][4]。

## 事業内容
- コンポストの研究開発製造・販売
- コンポストの普及活動
  - コンポストについての講習会の開催[5] 、堆肥の回収・相談会[6]
  - LFCコンポストアンバサダー、LFCコンポストアドバイザーの育成　
  - 循環型コミュニティガーデンの設置を進めており、2030年をめどに、各地域でコンポストを持ち寄り、野菜などを育てる拠点を全国に1000カ所設置することを目標としている[7]。

## 沿革
- 代表を務める平由以子は、父親の看病の際に無農薬野菜の調達に苦労したことを契機として、1997年からコンポスト普及やコンポストの人材育成事業を国内外で実施してきた。ボーダレス・ジャパンからの出資を受け、平が2019年にローカルフードサイクリング株式会社を設立。2020年に「LFCコンポスト」を発売開始し、この商品の普及を通じて、家庭で出た生ごみを適切に堆肥化し資源として活用すること提唱、また地域で循環する仕組みの構築を目指している[7][8]。
- 2022年6月、小田急電鉄株式会社が神奈川県座間市、農林水産省と連携して推進する、家庭生ごみを堆肥化して、自治体の資源物・廃棄物収集の仕組みにより回収し、地元農家で活用することを目指す「WOOMS Activation フードサイクルプロジェクト」への協力を実施[9]。300世帯を対象にした「LFCコンポスト」の無償貸与を行った。
- 2023年4月、東日本大震災で被害を受けた宮城県石巻市雄勝町における土地の活用の支援を目的に、MORIUMIUSと連携し、土づくりにLFCコンポストを活用するプロジェクト「Compost Journey 〜あなたの堆肥で東北の土を豊かにするプロジェクト〜」を開始した[10]。同年、J.フロント リテイリング株式会社が推進する「2030年ありたい姿プロジェクト」の一環として、松坂屋上野店屋上でコミュニティガーデンに取り組む[7][11]。
- 2024年4月、LFCコンポストと有限会社ゆうきとの共同実証実験として、ごみ堆肥の回収と野菜の宅配をセットにした「循環生活宅配便」の松戸市内での提供を開始[12]。

## 受賞歴
- 2021年「ソーシャルプロダクツ・アワード2021」優秀賞[13]
- オレンジページとの連携による取り組み「コンポストで始まる循環の生活実装デザイン」が「2021年度 グッドデザイン賞」を受賞[14][15]

- 2022年「FRaU ETHICAL AWARD」[16]